# سلحفاة نهر الأمازون كبيرة الرأس
سلحفاة نهر الأمازون كبيرة الرأس (الاسم العلمي Peltocephalus dumerilianus)، نوع سلاحف مفترسة كبيرة القد من فصيلة الرقيات. وهي نوع أحادية الطراز تتبع جنس رق. قوتها الأسماك والقشريات والضفادع والطير والوزغ والحيات. وهي من السلاحف الدجوية التي تسرح في الليل. تعيش في المياه العذبة وعلى ضفاف الأنهر.